# Дневник Жеребцовой Полины
«Дневник Жеребцовой Полины» — документальная книга о 1999—2002 годах в Чеченской Республике. Считается первым томом военного дневника. Данная книга не имеет сокращений к оригинальному тексту, рассказывает о трех годах на войне, входит в цикл неопубликованной трилогии чеченских дневников,
Написана Полиной Жеребцовой, когда ей было 14-17 лет.
Повествует об межэтнических отношениях между русскими и чеченскими народами, и о жизни мирных жителей во время второй чеченской войны. Данный дневник является второй от начала повествования книгой, о чём было заявлено автором.
Книга была переведена на многие европейские языки.

## Споры
Едва книга поступила в продажу, на многих сайтах появилась ложная информация: что это — «художественный вымысел».
Были нарушены авторские права на книгу: авторство дневника некоторыми интернет-магазинами было ошибочно приписано художнику обложки книги «Дневник Жеребцовой Полины», Андрею Бондаренко.

«Я видела записи в натуральном виде, и могу подтвердить, что перед вами настоящий дневник девочки, а не какая-то мистификация», — сказала на презентации Светлана Ганнушкина, председатель комитета «Гражданское содействие», член совета и руководитель сети «Миграция и право» Правозащитного центра «Мемориал», опровергая информацию о неподлинности изданного материала, пишет «Российская газета».

Единственным автором книги является Полина Жеребцова.

Литературной редакции книга не имеет. Книга отредактирована самим автором. Имена героев изменены. В интервью «The Guardian», автор сообщила, что издала личные дневники, чтобы показать какой урон человечеству приносят военные конфликты.

## Отдельные публикации
В 2009 году состоялась публикация в журнале «Большой город»
В 2010 году в журнале «Знамя» опубликован отрывок дневника.
Полностью текст книги на русском языке на Проза.ру.

## Отзывы
Чеченские дневники Полины Жеребцовой — настоящий документ эпохи, безо всяких кавычек и подмигиваний, без смущения за громкость формулировки, которую вполне оправдывают события, ставшие для дневников материалом. Настоящий документ эпохи, причём в самом лучшем — художественном — смысле. И поэтому его непременно стоит прочесть.

Елена Макеенко, критик Siburbia

Дневники Полины Жеребцовой, отрывками публиковавшиеся в разных изданиях с конца 2000-х, — ни много ни мало ключевой документ эпохи, одинаково значимый и с исторической (ближайший аналог — «Убежище» Анны Франк), и с литературной (ничуть не хуже записных книжек Сьюзан Сонтаг) точек зрения: по ним в первую очередь будут определять, о чём думали и как писали русские подростки на рубеже веков. Правы те, кто говорят, что здесь сформулирована последняя правда о современной России — от такого текста не отмахнешься

Игорь Кириенков, критик T&P.
Рецензии на книгу были написаны на OpenSpace.ru Остапом Кармоди. и Кириллом Мартыновым на сайте Сommunist.ru. Критики пришли к заключению, что если взрослые хотят услышать правду, нужно внимательно выслушать ребенка, посмотреть глазами ребенка на события войны и мира.

## Премии
- В 2006 году — Международная литературная премия имени Януша Корчака присуждена автору за главу из книги Дневник Жеребцовой Полины.

## Фрагмент дневника
8 ноября 1999 года:
«…Вчера вечером был ужасный обстрелище!
Ракеты и снаряды летели во двор.
Били минометы и пулеметы. Стены ходили ходуном.
У всех соседей вылетели остатки оконных стекол…»

## Интервью с Полиной Жеребцовой
- «Голос Америки» Русская в Чечне и чеченка в России
- Быть Свидетелем. Русский Журнал
- The Guardian Великобритания: Polina Zherebtsova’s diary of the second Chechnya war